# Lynn Herring
Sheryl Lynn Herring (* 22. September 1958 in Enid, Oklahoma) ist eine US-amerikanische Schauspielerin, die vor allem für ihre Rolle der Lucy Coe in der Seifenoper General Hospital – die sie seit 1986 verkörpert – bekannt ist.

## Leben und Karriere
Herring wurde in Enid im US-Bundesstaat Oklahoma geboren. Vor ihrer Zeit als Schauspielerin wurde sie 1977 Miss Virginia USA und belegte im Wettbewerb um den Titel der Miss USA 1977 den vierten Platz hinter Kimberly Tomes. Sie machte ihren Bachelor-Abschluss in Psychologie an der Louisiana State University.
Herring ist vor allem für ihre Arbeit im Tagesfernsehen bekannt. 1986 spielte sie erstmals die Rolle der mausgrauen Bibliothekarin Lucy Coe in der Seifenoper General Hospital. Im Laufe der Zeit wurde ihre Rolle viel glamouröser und mannstoller, und die Rolle erwies sich für sie als sehr lukrativ. Sie verließ die Serie nach sechs Jahren, um andere Möglichkeiten zu erkunden, was zu einer Rolle in der Seifenoper Zeit der Sehnsucht führte. Ihre Rolle der Lisanne Gardner wurde nie vollständig entwickelt, und sie bat darum, aus ihrem Vertrag mit der Serie entlassen zu werden. Die Produzenten von Zeit der Sehnsucht stimmten zu, und sie kehrte zu General Hospital zurück. Sie spielte ihre Rolle der Lucy abermals bis 1997, als sie gebeten wurde, ihre Rolle in einer Spin-off-Serie namens Port Charles wieder aufzunehmen. In dieser spielte sie bis zu deren Absetzung 2003 mit und kehrte dann 2004 für kurze Zeit zu General Hospital zurück.
2009 spielte Herring in 26 Episoden als Audrey Coleman in der Serie Jung und Leidenschaftlich – Wie das Leben so spielt.
Am 2. November 2012 wurde bekannt gegeben, dass Herring nach mehr als acht Jahren Pause im Dezember in ihrer Rolle als Lucy abermals zu General Hospital zurückkehren würde.
Am 9. Mai 1981 heiratete Herring im louisianischen Jennings ihren Schauspielkollegen Wayne Northrop, mit dem sie zwei Söhne (* 1991 und * 1993) hat. Ihr Mann starb im November 2024.

## Filmografie (Auswahl)
- 1981: Quincy (Fernsehserie, eine Episode)
- 1982–1983: Matt Houston (Fernsehserie, 2 Episoden)
- 1983: Detektei mit Hexerei (Tucker’s Witch, Fernsehserie, eine Episode)
- 1983: Die Texas-Klinik (Cutter to Houston, Fernsehserie, eine Episode)
- 1984: Mike Hammer (Fernsehserie, 3 Episoden)
- 1984: Vier auf der Flucht (Gone Are the Dayes, Fernsehfilm)
- 1984: Airwolf (Fernsehserie, eine Episode)
- 1984: T. J. Hooker (Fernsehserie, eine Episode)
- 1984: Trio mit vier Fäusten (Riptide, Fernsehserie, eine Episode)
- seit 1986: General Hospital (Fernsehserie)
- 1987: L.A. Law – Staranwälte, Tricks, Prozesse (L.A. Law, Fernsehserie, eine Episode)
- 1992: Zeit der Sehnsucht (Days of Our Lives, Fernsehserie, 75 Episoden)
- 1997–2003: Port Charles (Fernsehserie, 892 Episoden)
- 2009: Jung und Leidenschaftlich – Wie das Leben so spielt (As the World Turns, Fernsehserie, 26 Episoden)